# شناسایی هویت موسیقی
شناسایی هویت موسیقی (به انگلیسی: Music identification) به فرایند شناسایی هویت آثار موسیقی از طریق روش‌های دیجیتال گفته می‌شود که در آن هویت یک قطعه موسیقی (فراداده) شامل عنوان (title)، سازنده اثر (artist), آلبوم (album)، سبک (genre) و غیره از طریق ارزیابی سیگنال صدا و جستجو درون پایگاه داده برای یافتن سیگنال‌های مشابه و همسان، شناسایی می‌شود.